# KEEPS
KEEPS é o conjunto das enterobactérias Klebsiella, E. coli, Enterobacter, Proteus e Serratia. Estes microorganismos tem como habitat o sistema gastrointestinal, sendo não patogênicos desta região. Quando em outra área do organismo são prejudiciais.